# 任昌祚
任昌祚，直隶靜海縣人，清朝政治人物，同進士出身。

## 生平
明崇禎十二年（1639年）舉己卯科順天府鄉試，清顺治三年（1646年）登丙戌科进士，授山东武城县知县。